# ドイツ領サモア

サモア王国
Königreich Samoa (ドイツ語)
Siamani Sāmoa (サモア語)

茶色：ドイツ領ニューギニア
黄色：ドイツ太平洋保護領
赤：ドイツ領サモア
橙色：ドイツ領ソロモン諸島、イギリスに割譲

ドイツ領サモア（ドイツりょうサモア、ドイツ語: Deutsch-Samoa、サモア語:Siamani Sāmoa）とは、1900年から1920年まで存在したドイツの保護領である。ウポル島、サバイイ島、アポリマ島、マノノ島で構成され、現在は完全にサモア独立国（旧西サモア）の一部となっている。サモアは、1899年12月2日にワシントンで署名され、1900年2月16日に批准された三国条約の後に取得された、太平洋におけるドイツによる最後の植民地獲得であった。清の膠州湾租借地を除けば、ドイツ領ニューギニアとは別に統治された太平洋で唯一のドイツ植民地であった。

## ドイツの影響力の拡大
1855年、J. C. ゴデフロワ & ソーンは、バルパライソにおけるゴデフロワの代理人であるオーガスト・ウンシェルムによる交渉を受けて、貿易事業を太平洋に拡大した。彼は当時ナビゲーター諸島として知られていたサモア諸島へ出航した。19世紀後半、サモアにおけるドイツの影響力は拡大し、特にウポル島ではドイツ企業がコプラとカカオ豆の加工を独占し、ココナッツ、カカオ、パラゴムノキの栽培のために大規模なプランテーション経営が導入された。
J. C. ゴデフロワ & ソーンの貿易業務は中部太平洋の島々にまで広がった。1865年、J.C.ゴデフロワ&ソーン社の代理を務める貿易船長は、ヌクラエラエ環礁の東ニウオク島への25年間の賃貸契約を取得した。J. C. ゴデフロワ & ソーンは1879年にHandels-und Plantagen-Gesellschaft der Südsee-Inseln zu Hamburg (DHPG)に引き継がれた。中部太平洋における貿易業務における競争相手は、1875年に設立されたルージュ・ヘデマン商会であったが、この会社は1887年頃に破綻すると事業はH.M. ルージュ社に引き継がれた。
ドイツの商人やプランテーションの所有者、イギリスの企業とアメリカのビジネス利益の相反する利害によってもたらされた緊張は、第一次サモア内戦を引き起こした。 この戦争はおよそ1886年から1894年にかけて、主にサモア人の間で戦われたが、ドイツ軍が何度か介入した。アメリカとイギリスは、1887年にアピア港での衝突につながったドイツのの行動を非難した。
第二次サモア内戦後の1899年、サモア諸島は3つの勢力によって分割された。 サモア三国条約により、西経171度より西の島々の支配権はドイツに、東の島々（現在のアメリカ領サモア）はアメリカ合衆国に与えられ、イギリスは太平洋と西アフリカの他の領土で補償されることとなった。

## 経済発展
植民地時代には、農業活動を大幅に拡大するために新しい企業が設立され、その結果、経済成長をさらに刺激する公共事業の税収が増加した。「...全体として、ドイツの統治時代は、この国が経験した中で最も経済的に進歩的だった。」 J. C. ゴデフロワは、サモアの大手商社およびプランテーション会社として、そのさまざまな部門や支店間のコミュニケーションを維持した。サモアの文化的枠組みには「雇われ労働者」が含まれていなかったため、中国人（クーリー）労働者（および少ないががDHPGで働くニューギニアからのメラネシア人）の輸入が実施され、…1914年までに植民地には2,000人の中国人がおり、ドイツのプランテーションに有効な労働力を提供した。

## 植民地統治
ドイツの植民地時代は14年間続き、1900年3月1日の帝国旗の掲揚から正式に始まった。ヴィルヘルム・ゾルフが初代総督に就任した。サモア国民との政治的関係において、ゾルフ政府は経済分野と同様の知性と配慮の特質を示した。 彼は先住民の慣習を受け入れることによって、サモアの制度を植民地政府の新しいシステムに巧みに移植した。ゾルフ自身も、カヴァを飲む儀式などの文化的礼儀作法を観察しながら、サモアの人々にとって重要な習慣や儀式の多くを学んだ。
ドイツの統治によって初めて平和と秩序がもたらされた。知事という人格において、権威は父権的で公正かつ絶対的なものとなった。ドイツの行政官は、約200人の有力なサモア人がさまざまな公職に就くシステムを継承した。長年にわたり、これらの地位をめぐる対立や植民地当局者による任命が緊張を生み、反体制派のマタイ（首長）たちが戦闘運動へと結集し、最終的には1909年にアピアで武装行進することになった。ゾルフ総督はサモア人と面会し、その毅然とした性格が彼らを説得した。しかし、政治的動揺はくすぶり続け、数隻の軍艦が到着し、ゾルフの忍耐も限界を迎えた。彼は妻、子供、家来を含む指導者10名を72名全員でドイツ領マリアナ諸島のサイパンに追放し、事実上反乱を終結させた。
植民地管理者による精力的な努力により、最初の公立学校制度が確立された。病院が建設され、人員が配置され、必要に応じて拡張された。太平洋におけるヨーロッパ列強のすべての植民地所有地の中で、ドイツ領サモアは群を抜いて最も道路が整備されており、1942年までのすべての道路はドイツの指導の下で建設された。ドイツ統治の最初の8年間を記録していたベルリン大蔵からの帝国補助金は1908年以降は不要となった。サモアは自立した植民地となった。ヴィルヘルム・ゾルフはベルリンの植民地長官に任命されるため1910年にサモアを出国した。 彼の後任には保護領の元首席判事エーリッヒ・シュルツが知事となった。ドイツ人は、テレフンケン無線局の高さ120mのマストの建設資材を輸送するために、アピアからヴァイア山にテレフンケン鉄道を建設した。この鉄道は、第一次世界大戦の開始からわずか数日後の1914年8月1日に計画通り開通した。
ドイツの植民地管理者は、作家ロバート・ルイス・スティーブンソンの旧宅を住居として使用した。 この建物は現在ロバート・ルイス・スティーブンソン博物館となっている。
ドイツはサモアでは南西アフリカ、カメルーン、東アフリカと同様のレベルの暴力的な反植民地抵抗を経験しなかった。しかし、サモアにはエリート主導のオロア運動やマウ・ア・プーレ運動などの反植民地抵抗運動や、ドイツの植民地支配に反対する若者運動があった。

## 占領
サモア出身の警察を除けば、ドイツはこの島々に軍隊を駐留させていなかった。小型砲艦SMSガイヤー号と非武装測量船プラネット号は、いわゆる「オーストラリア基地」（イギリス領オーストラリアではなく、ドイツの南洋保護領をすべて含む）に割り当てられたが、ガイヤー号はサモアに到達しなかった。
1914年にサモアで事業を営んでいた英国生まれのハーバート・モーリーは、1914年7月27日付の手紙を送り、その中で6隻のドイツ軍艦がサモア沖に停泊していることを伝えている。この手紙は1914年11月17日にケイスリーニュースで公表された。
イギリスの命令により、1914年8月29日朝、サモア遠征軍の軍隊が植民地に抵抗なく侵攻した。東アジア戦隊のマクシミリアン・フォン・シュペー中将は占領に関する知識を得て、装甲巡洋艦SMSシャルンホルストとSMSグナイゼナウとともにサモアへ急行し、1914年9月14日にアピア沖に到着した。しかし彼は、上陸は一時的な利点に過ぎないと判断した。連合軍が支配する海域で巡洋艦は出発した。 ニュージーランドは1920年までドイツ植民地を占領し、その後1962年の独立まで当初は国際連盟のクラスC委任統治領として島々を統治し、1946年以降は国連信託統治領として統治した。